# Юлия Юревич
Юлия Юревич е българска манекенка от украински произход, Мис България 2007.

## Биография
Юлия Юревич е родена на 20 август 1989 г. в град Козлодуй в семейство на лекар и инженер. От малка тренира тенис на корт и плуване. Говори български, английски, руски, украински и немски език. В училище участва в олимпиади по математика и физика. На 16 години завършва средно образование в СОУ „Христо Ботев“ в Козлодуй и по този начин става най-младата студентка в България. Учи и завършва специалност „Телекомуникации“ в Нов български университет. През 2007 г. печели най-престижния конкурс за красота в България – „Мис България“. През 2009 г. води предаването „5 минути в Холивуд“ по телевизия MSAT. През 2010 г. е светски репортер и водеща на предаването „Поверително от“ в Нова телевизия. Работи като модел в чужбина, участва във fashion week в Дубай, Обединени арабски емирства, дефилира с моделите на Victoria's secret през 2010 г. в Женева.